# Ancita major
Ancita major là một loài bọ cánh cứng trong họ Cerambycidae.